# Гри
Гри или Грија (алб. Gri) је насељено место у општини Тропоја у округу Кукеш, Албанија. Према попису из 1989. године било је 606 становника.
Према Дечанској хрисовуљи из прве половине 14. века, Грева (Гријан) већинско је албанско насеље које је додељено манастиру Високи Дечани.
Гри су једно од насеља племена Краснићи.